# Han Zhidi
Han Zhidi (chiń. upr. 汉质帝; chiń. trad. 漢質帝; ur. 138, zm. 146) – młodociany cesarz Chin w latach 145–146, dziewiąty ze wschodniej linii dynastii Han.

## Życiorys
Urodził się jako syn Liu Honga i jego konkubiny Chen, pod imieniem Liu Zuan. Był prawnukiem cesarza Han Zhangdi, trzeciego cesarza wschodniej dynastii Han. Gdy zmarł Han Chongdi, część urzędników dworskich chciała, aby tron objął któryś z dorosłych kuzynów z panującego rodu Liu, jednakże cesarzowa-wdowa Liang Na i Liang Ji przeforsowali osadzenie na tronie ośmioletniego Liu Zuana.
Ze względu na małoletność Zuana, faktycznie rządy sprawowała Liang Na. Młodociany cesarz po zaledwie roku nominalnego panowania został otruty przez Liang Ji, z którym pokłócił się podczas audiencji.
Kolejnym cesarzem został inny z prawnuków Zhangdi – Liu Zhi, jako Han Huandi.